# Kirbyville (Missouri)
Kirbyville – wieś w Stanach Zjednoczonych, w stanie Missouri, w hrabstwie Taney.